# 弗朗茨·诺普乔
诺普乔·费伦茨（匈牙利語：Nopcsa Ferenc；1877年5月3日—1933年4月25日），德语名弗朗茨·冯·诺普乔（德語：Franz von Nopcsa，全称费尔舍-西尔瓦什男爵费伦茨·诺普乔（德語：Baron Ferenc Nopcsa de Felső-Szilvas），匈牙利貴族、冒險家、學者、地質學家和古生物學家。 他被廣泛認為是古生物學的奠基人之一，他首先描述了島嶼侏儒化的理論。他還是阿尔巴尼亚学的專家，並完成了阿尔巴尼亚北部的第一張地質圖。